# Al-Duwadmi
La ville de Ad Dawadimi est située à environ 300 km à l'ouest de Riyad, dans la province de Riyad, en Arabie saoudite.

## Présentation
Elle est située au sommet de la colline du Najd, la zone centrale de l'Arabie saoudite. Elle porte également le nom de نجد عالية qui se traduit littéralement par  « les Hauteurs de Najd ». 
La cité de Dwadmi compte plus de 50 000 habitants. Le district de Dwadmi se compose de plus de 200 autres petites villes et agglomérations.
En avril 2003, le nouvel aéroport dans la ville a été inauguré par le Prince héritier d'Arabie saoudite. 
À trois kilomètres au sud du centre-ville moderne, se trouve l'un des plus anciens palais du royaume. 